# Еріка Санс
Еріка Санс (ісп. Erika Sanz; нар. 15 липня 1980, Гандія, Іспанія) — іспанська театральна та кіноакторка. 

## Біографія
Еріка Санс народилася 15 липня 1980 року у Гандії. Розпочала свою творчу діяльність працюючи у театральній трупі «La Fura dels Baus» (грала у виставі «La navaja en el ojo»).

## Телебачення
- «Серце імперії» (2021);
- «Зворотній відлік» (2007).